# Afganistán en los Juegos Paralímpicos de Pekín 2008
Afganistán estuvo representado en los Juegos Paralímpicos de Pekín 2008 por un deportista masculino. El equipo paralímpico afgano no obtuvo ninguna medalla en estos Juegos.